# Родина (кинотеатр, Уфа)
«Ро́дина» — типовой кинотеатр в Новой Уфе, на улице Ленина в Кировском районе города Уфы. Здание является памятником архитектуры второй половины XX века, относится к объектам культурного наследия России. Единственно действующий из старейших кинотеатров Уфы. Имел филиалы — Дом просвещения (ныне — Молодежный театр) и Дом актёра.
В кинотеатре проводятся показы башкирских, российских и зарубежных фильмов, фестивалей российского кино, «Анимэ», «Каннские львы», арт‑хаусного кино, Манхеттенский фестиваль короткометражного кино, Неделя индийского кино, Дни казахского кино, презентации и творческие встречи.

## Описание
Двухзальный кинотеатр на 426 места в общем, с перламутровыми экранами Harkness Hall и системой Dolby Digital Surround EX; с фойе, двумя киноаппаратными, кино-баром.

## История

#### СССР
Построен в 1949–1954 годах по типовому проекту советского архитектора С. И. Якшина в стиле сталинского ампира на углу улиц Ленина и Чернышевского. Проект кинотеатра по первоначальному названию «Юбилейный» впервые представлен в 1949 году, летом того же года утверждён. Открыт в июне 1953 года.
Авторов проекта выдвинули на соискание Государственной премии 3-й степени. В 1955 году, при публичной критике «архитектурных излишеств» сталинской архитектуры, Н. С. Хрущёв упомянул кинотеатр как образец таковых.
Располагал двумя Большими кинозалами на 350 мест каждый для фильмов — «Красным» и «Синим», а также Малым залом на 60 мест для мультфильмов, научно-популярного и документального кино — «Зелёным». В большом фойе находилась эстрадная площадка для симфонического оркестра, а также работал кафетерий.
В мае 1963 года шофёром Горкомхоза С. С. Стуколкиным при кинотеатре организован передвижной детский кинотеатр «Малыш» в обычном автобусе.
В 1969–1979 годах при кинотеатре действовал народный киноуниверситет, база которого находилась в Доме актёров.
2 апреля 1988 года в кинотеатре открылся видеозал.

#### Россия
В 1990-е годы здание прошло реконструкцию, а кинотеатр обновлён: заменено кинооборудование, залы оснащены системой кондиционирования. В 1996 году получил статус Центра российской кинематографии.
В 2001 году в «Красном» и «Синем» залах установлены цифровая звуковая аппаратура с системой Dolby Digital Surround EX и перламутровые экраны Harkness Hall.
В 2003 году отметил свой полувековой юбилей, на котором присутствовали режиссёр Станислав Говорухин, актёры и композиторы Наталья Варлей и Никита Джигурда.
В 2007 году проведено 4380 киносеансов (свыше 140 тыс. зрителей).
В 2009 году один из залов оснастили цифровым оборудованием для демонстрации фильмов в формате 3D. 
В 2008–2017 годах действовал клуб любителей отечественного кино «CINEMATECA», в котором демонстрировались российские и советские фильмы, и работал музыкальный арт-клуб-бар «Жёлтая субмарина».
13 марта 2018 года Указом Главы Республики Башкортостан Р. З. Хамитова ГУП «Кинотеатр «Родина» РБ внесён в перечень стратегических предприятий в области культуры.

## Руководство
- 1954–1974 — директор Габдрахман Хакимуллович Фаттахутдинов[15]
- 1993 — по настоящее время — директор Татьяна Анатольевна Разина[16][17], ранее с 1989 года заместитель директора

## Галерея

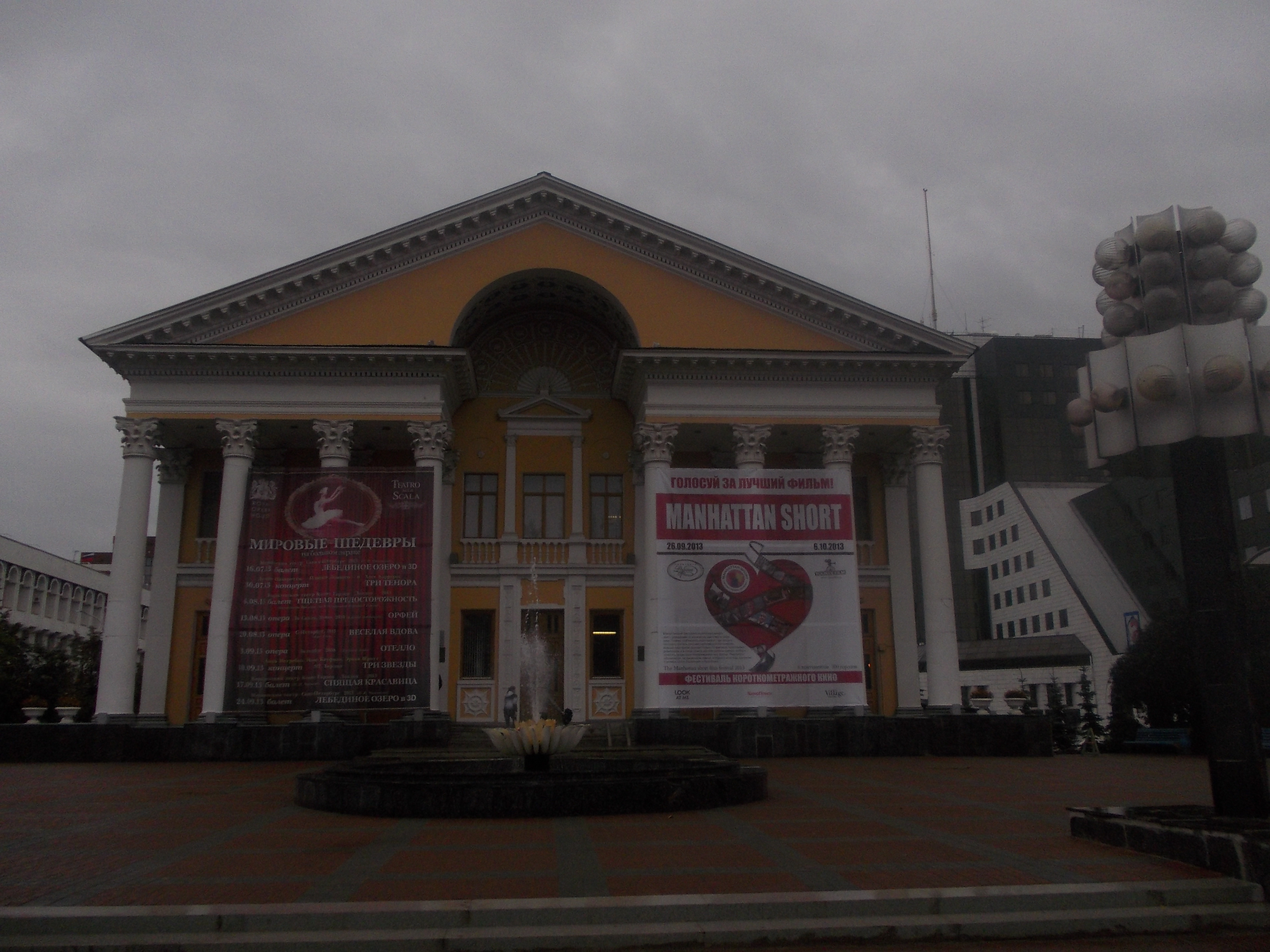
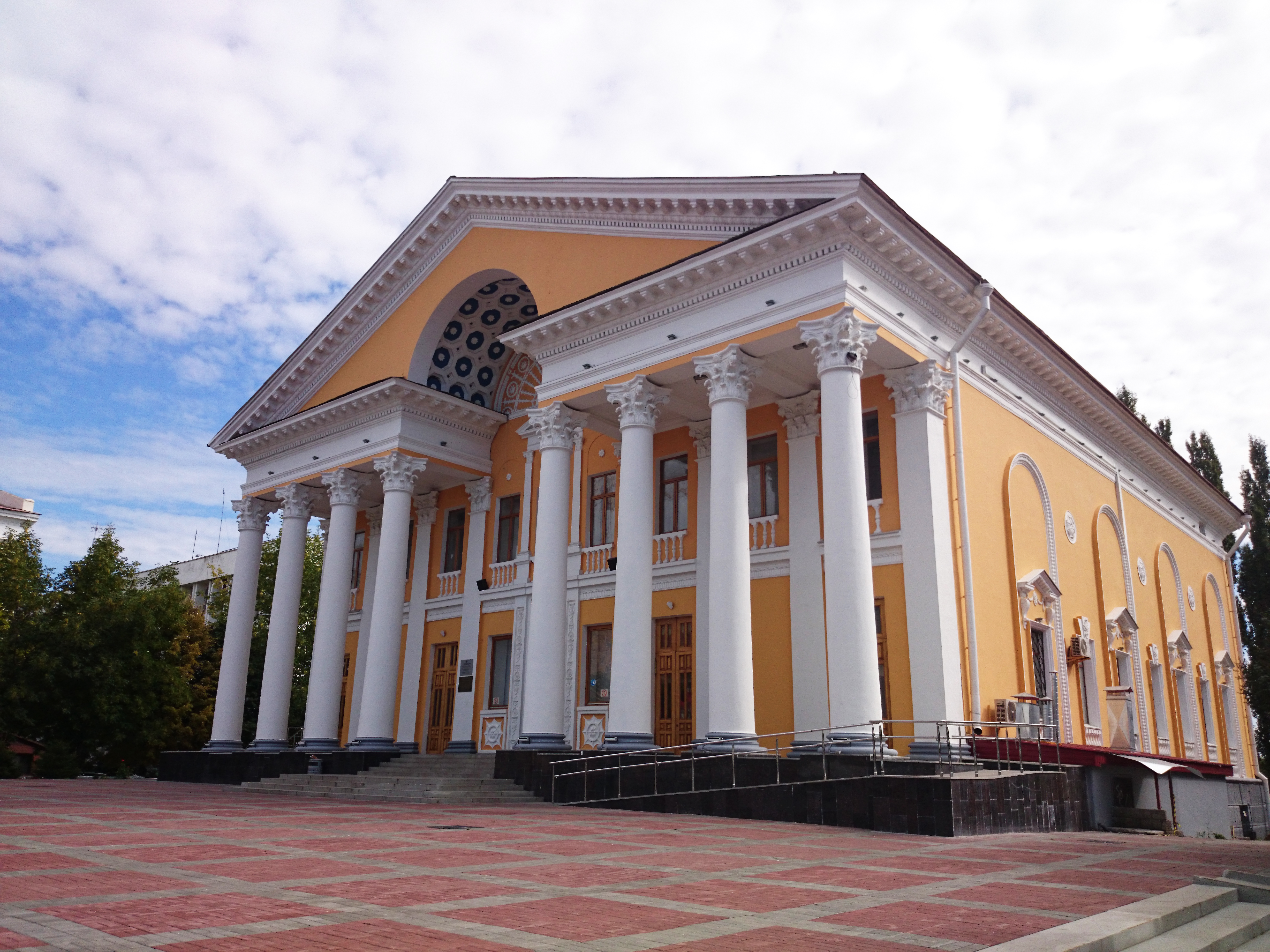
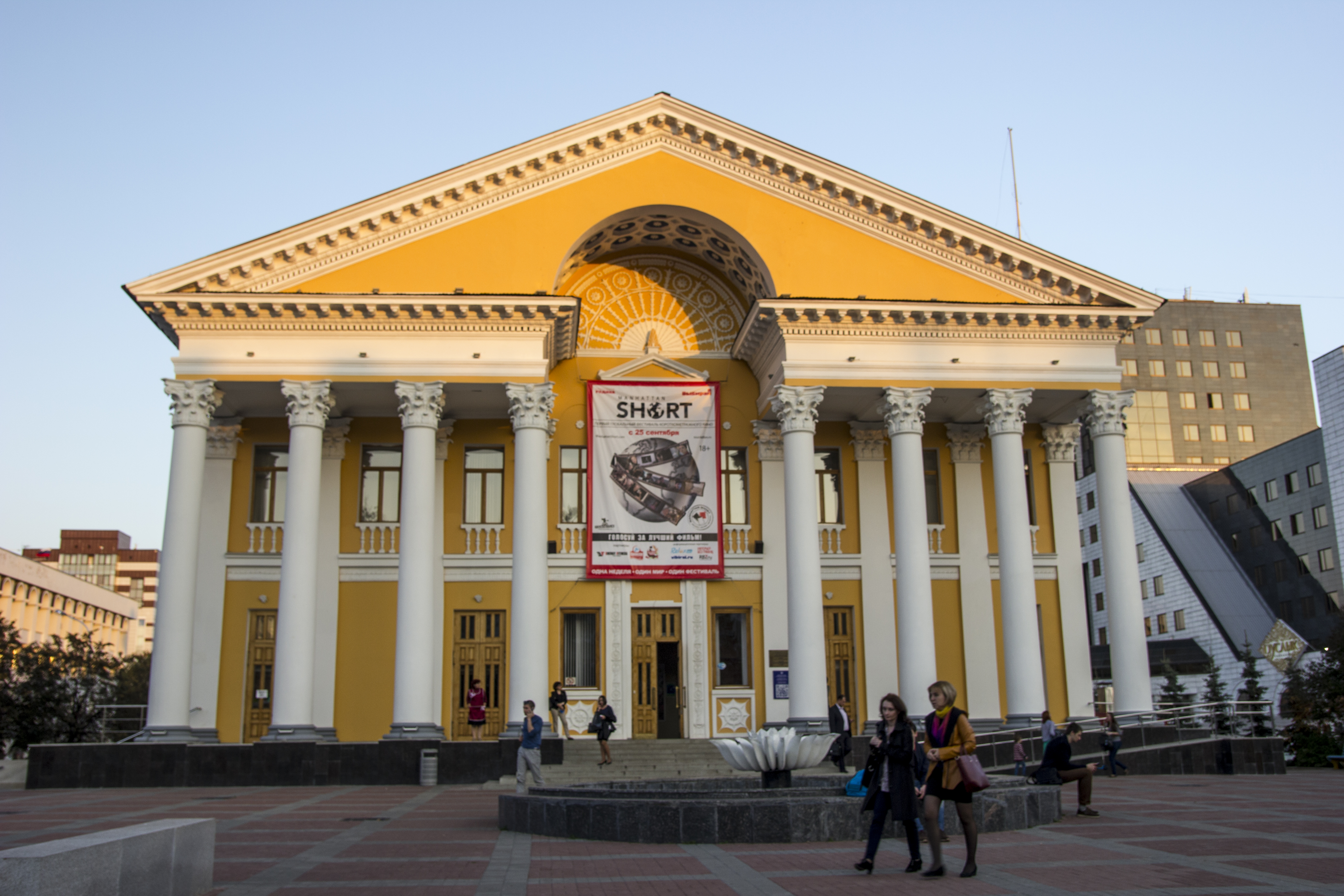
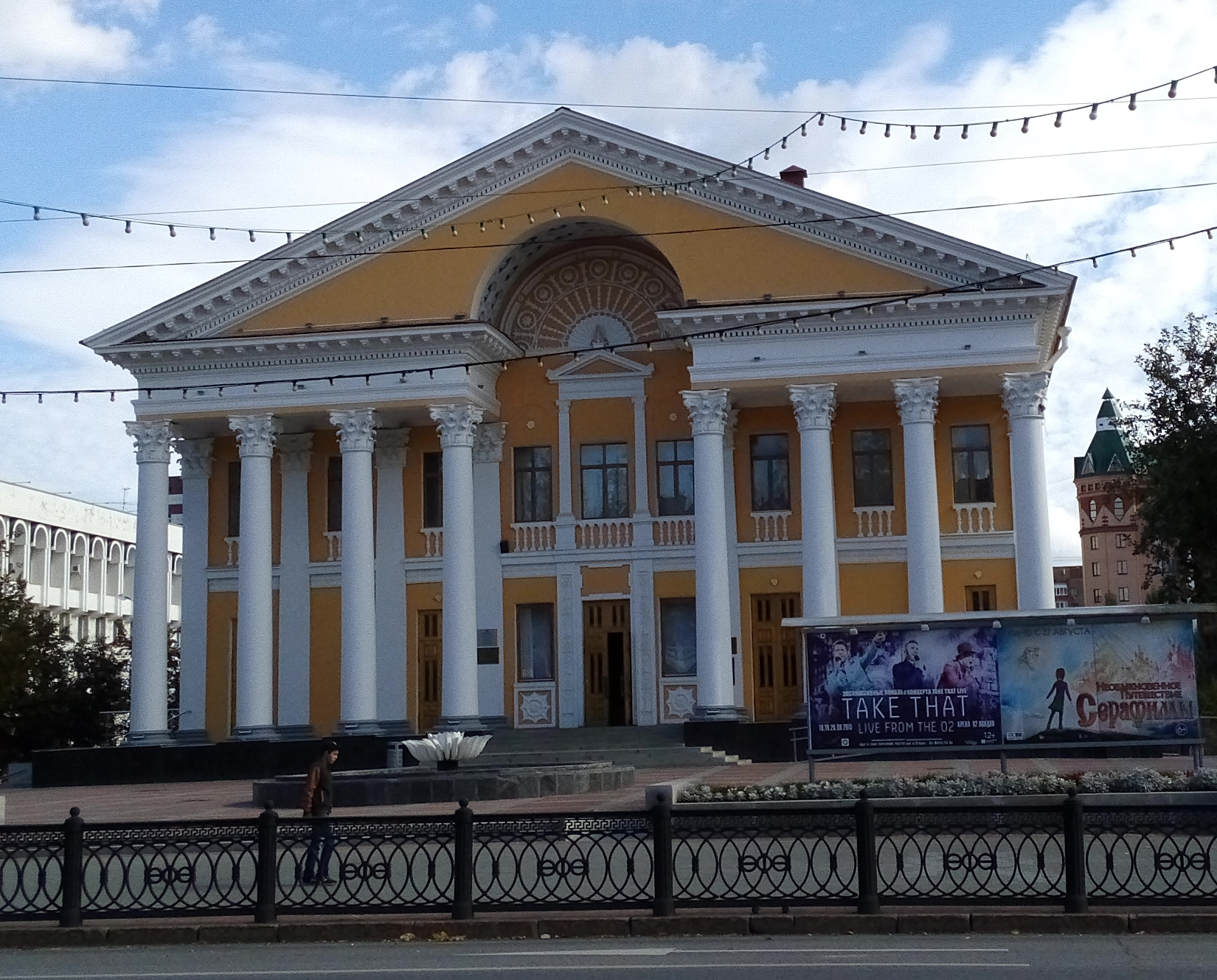
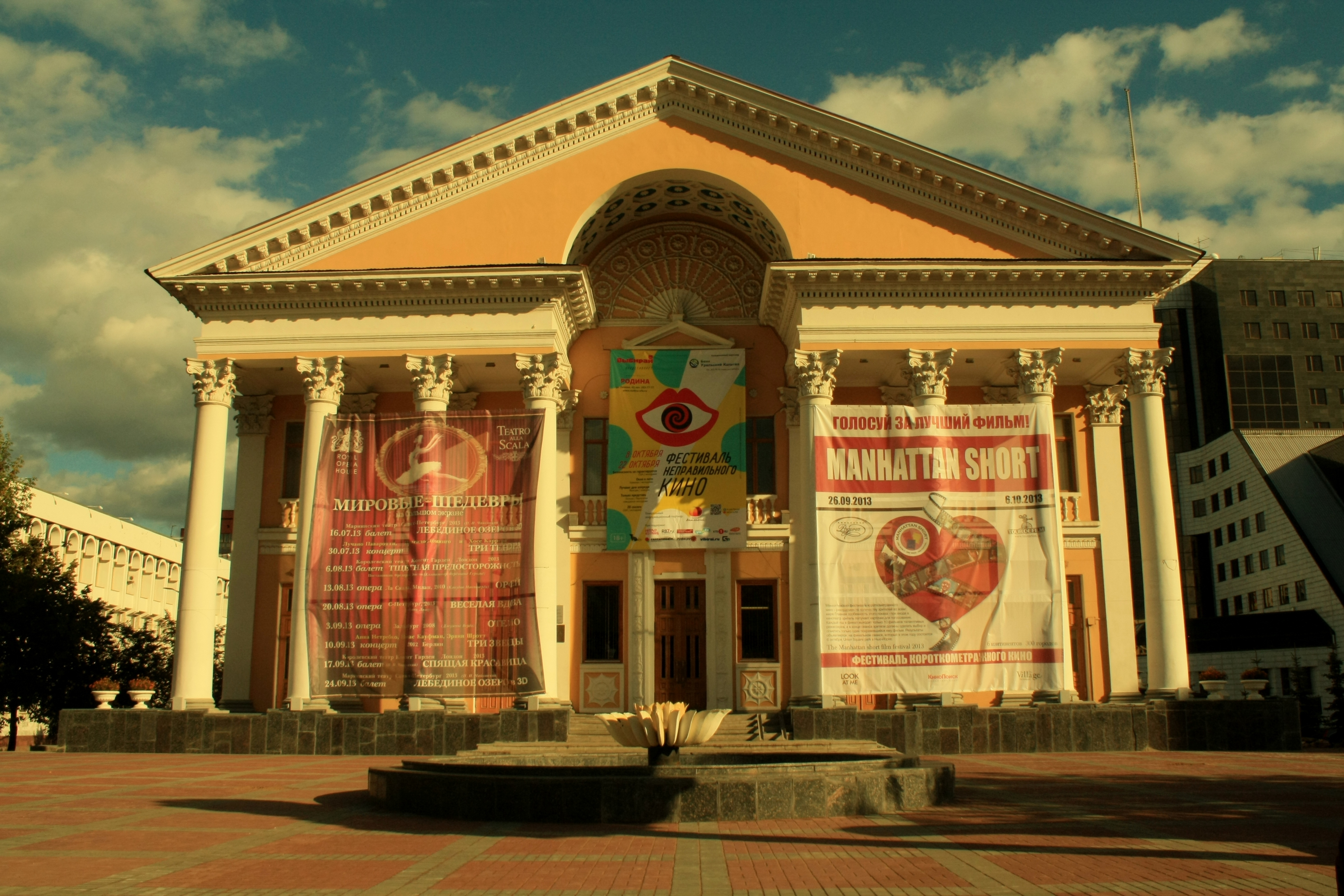
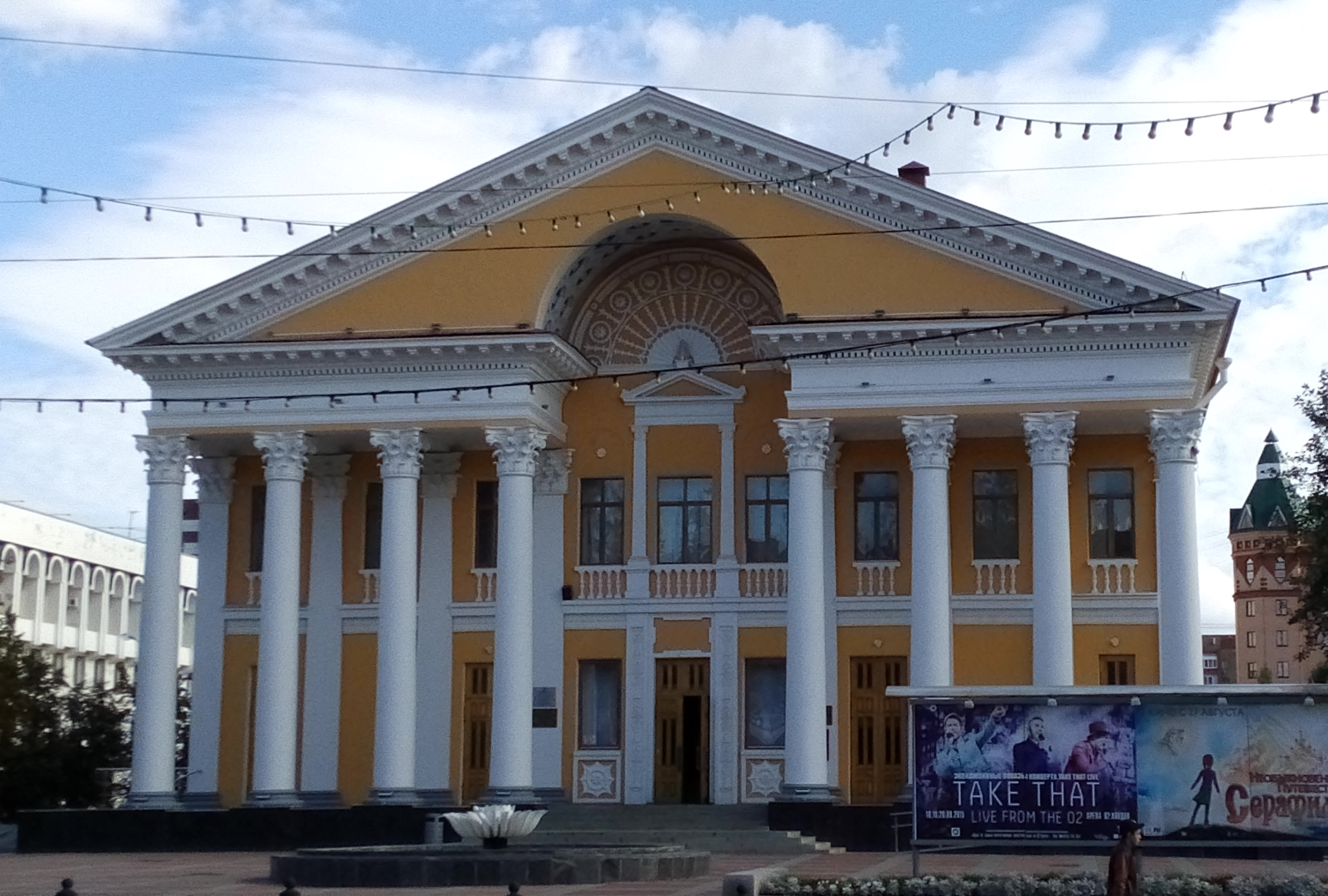
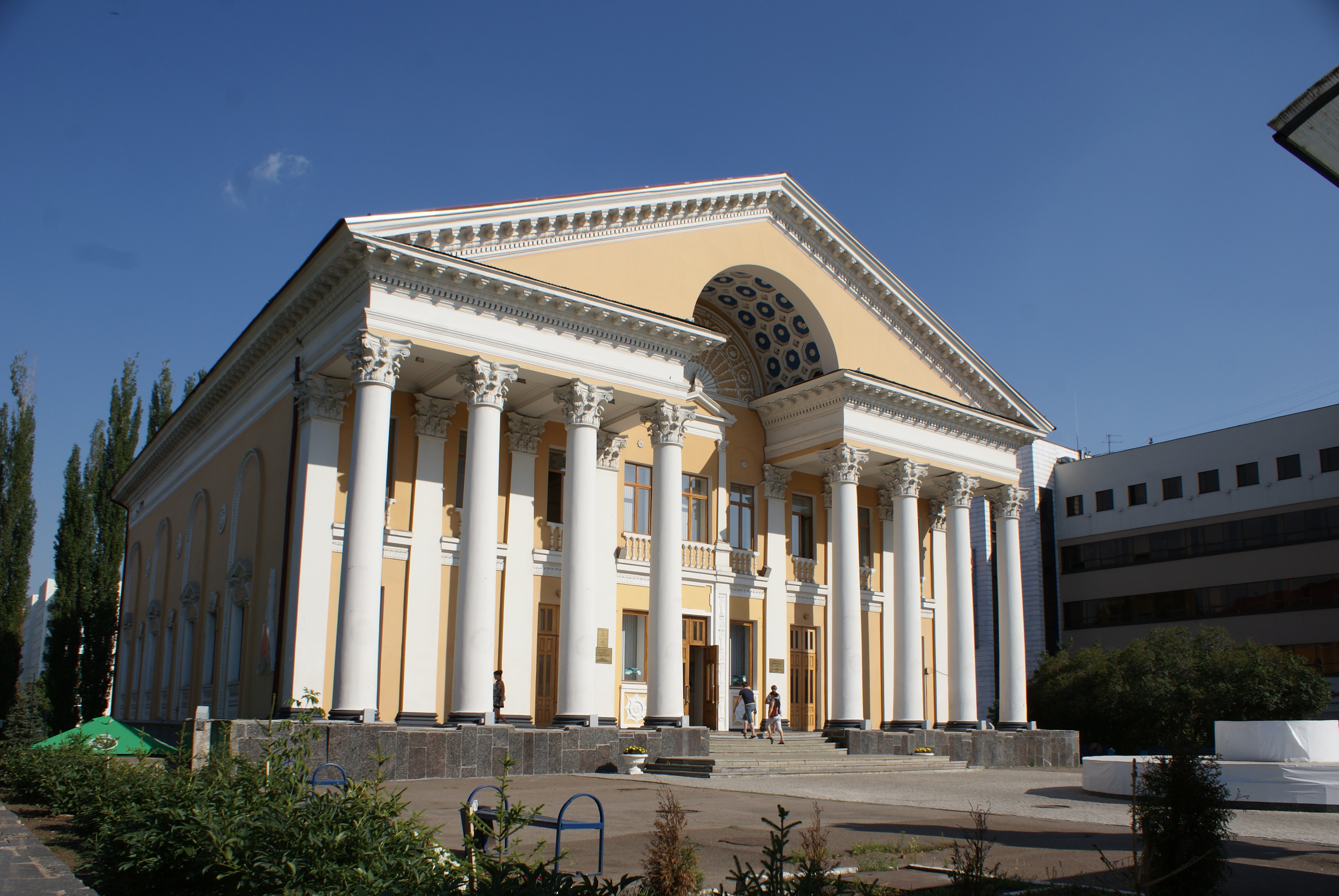
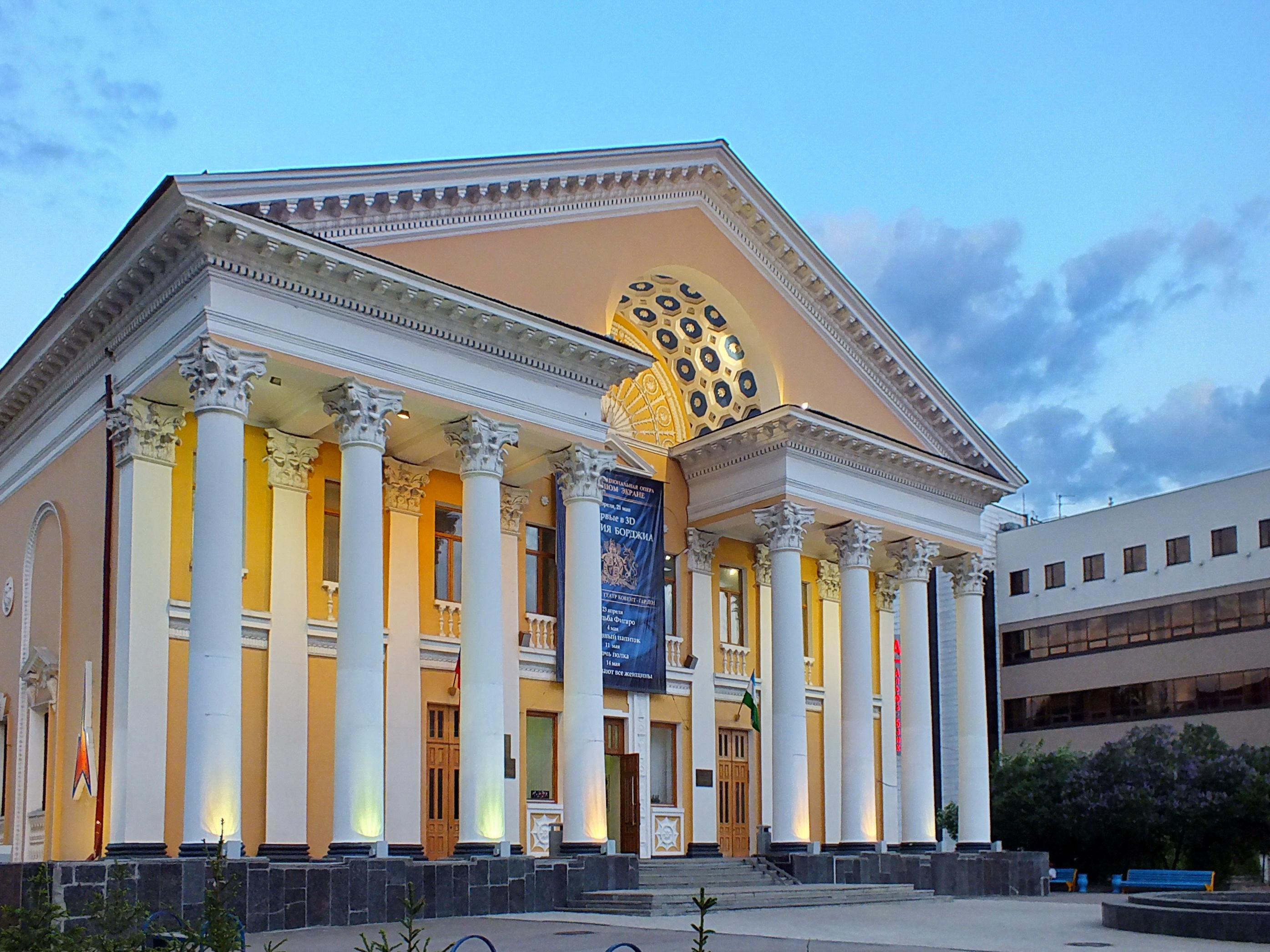
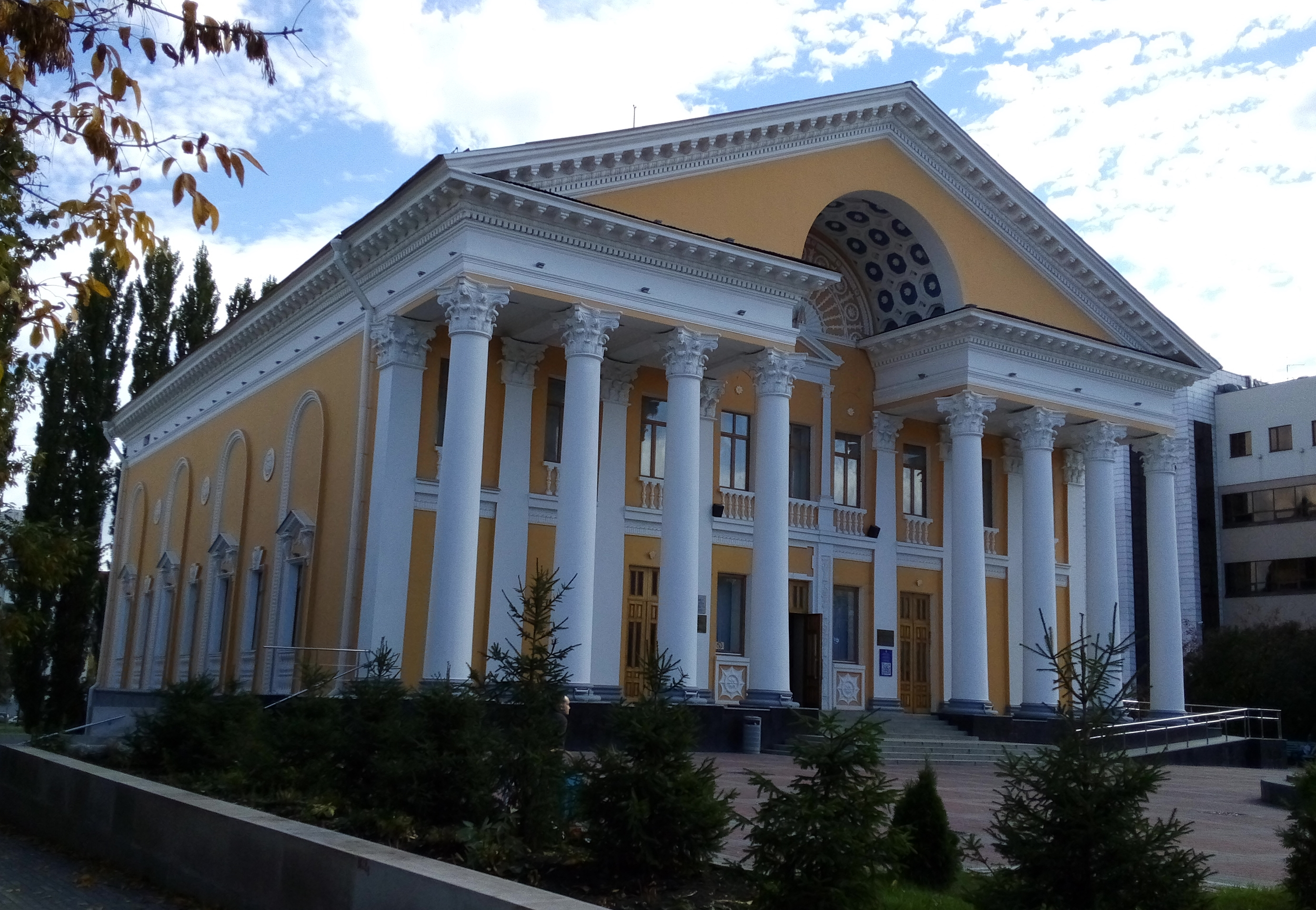
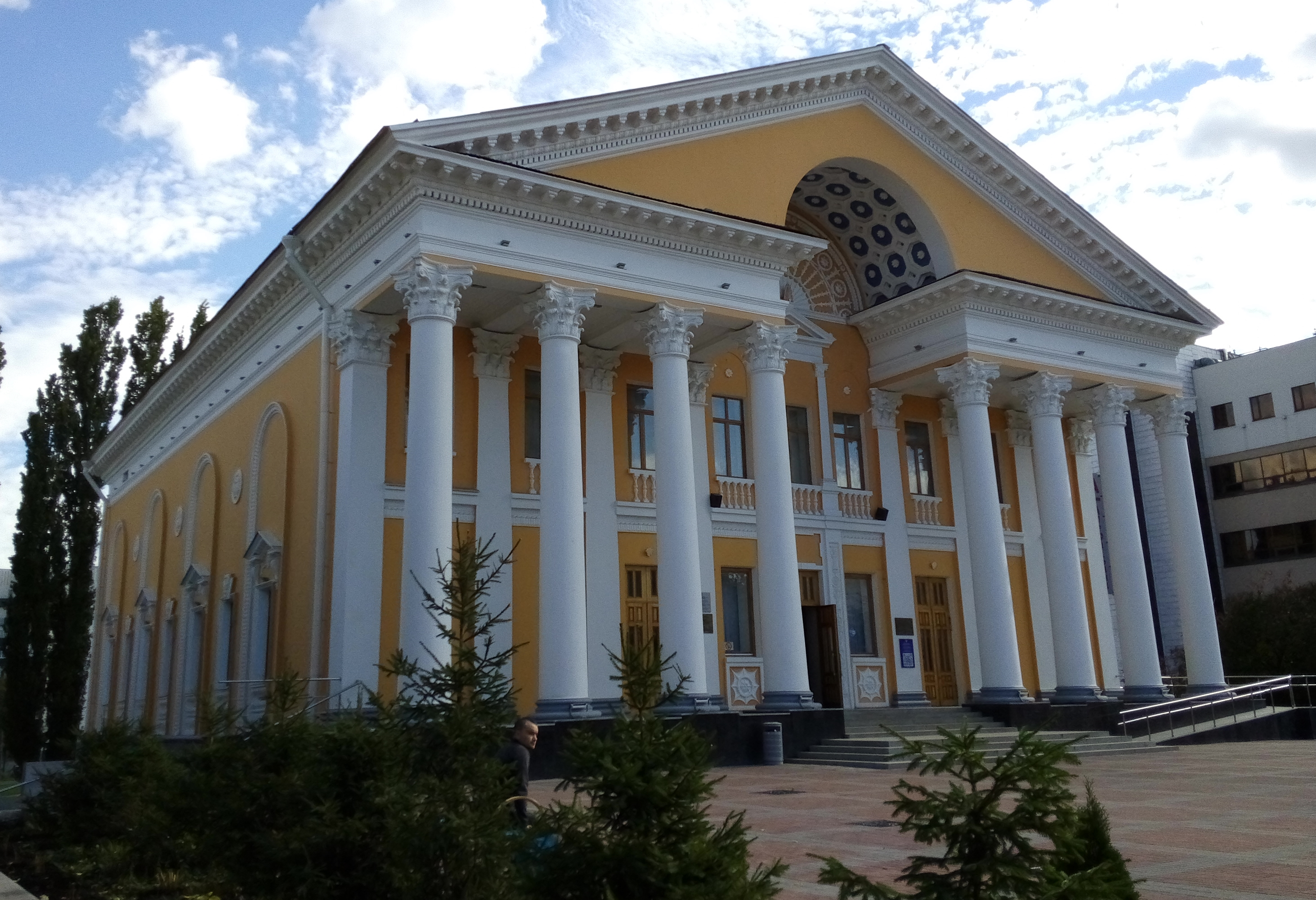